# Aplogompha aurifera
Aplogompha aurifera là một loài bướm đêm trong họ Geometridae.